# (5116) Korsør
(5116) Korsør – planetoida z pasa głównego asteroid okrążająca Słońce w ciągu 5,71 lat w średniej odległości 3,19 j.a. Odkrył ją Poul Jensen 13 marca 1988 roku w Obserwatorium Brorfelde.